# Puchar Interkontynentalny w piłce nożnej 1980
Mecz o Puchar Interkontynentalny 1980 został rozegrany 11 lutego 1981 na Stadionie Olimpijskim w Tokio pomiędzy Nottingham Forest, zwycięzcą Pucharu Europy Mistrzów Klubowych 1979/80 oraz Club Nacional, triumfatorem Copa Libertadores 1980. Nacional wygrał mecz 1:0

## Szczegóły meczu
| 11 lutego 1981 | Club Nacional · Victorino 10' | 1:0 | Nottingham Forest | Stadion Olimpijski, Tokio Widzów: 62.000 Sędzia: Abraham Klein |
|                |                               |     |                   |                                                                |

| CLUB NACIONAL      |  |                     |
|                    |  |                     |
|                    |  |                     |
| BR                 |  | Rodolfo Rodríguez   |
| OB                 |  | José Hermes Moreira |
| OB                 |  | Juan Carlos Blanco  |
| OB                 |  | Daniel Enríquez     |
| OB                 |  | Washington González |
| PO                 |  | Denis Milar         |
| PO                 |  | Víctor Espárrago    |
| PO                 |  | Arsenio Luzardo     |
| NA                 |  | Alberto Bica        |
| NA                 |  | Waldemar Victorino  |
| NA                 |  | Julio Morales       |
| Trener:            |  |                     |
| Juan Martín Mujica |  |                     |

| NOTTINGHAM FOREST |  |                |
|                   |  |                |
| BR                |  | Peter Shilton  |
| OB                |  | Viv Anderson   |
| OB                |  | Larry Lloyd    |
| OB                |  | Kenny Burns    |
| OB                |  | Frank Gray     |
| PO                |  | Martin O’Neill |
| PO                |  | Raimondo Ponte |
| PO                |  | Stuart Gray    |
| PO                |  | Ian Wallace    |
| NA                |  | Trevor Francis |
| NA                |  | John Robertson |
| Trener:           |  |                |
| Brian Clough      |  |                |

| Puchar Interkontynentalny (1980) |
| -------------------------------- |
| Urugwaj                          |
| Club Nacional Drugi Tytuł        |